# أوليغ كوزوفكوف
أوليغ غيناديفيتش كوزوفكوف (بالروسية: Олег Геннадьевич Кузовков) هو رسام رسوم متحركة روسي ومخرج سينمائي وكاتب سينمائي ومصور سينمائي.
ولد في 22 أكتوبر 1960.
تعد ماشا والدب من أبرز الأفلام أو المسلسلات التي عمل فيها.

## طالع كذلك
- أوليغ أوزينوف

## روابط خارجية
- أوليغ كوزوفكوف على موقع IMDb (الإنجليزية)
- أوليغ كوزوفكوف على موقع قاعدة بيانات الفيلم (الإنجليزية)